# North Norfolk
Pour la circonscription électorale britannique, voir North Norfolk (circonscription britannique).

Localisation du North Norfolk dans le Norfolk

Le North Norfolk est un district non métropolitain du Norfolk, en Angleterre.
Il a été créé le 1er avril 1974 par le Local Government Act 1972. Il est issu de la fusion des districts urbains de Cromer, North Walsham, Sheringham, Wells-next-the-Sea, et des districts ruraux d'Erpingham, Smallburgh et Walsingham. Le conseil de district siège dans la ville de Cromer.
Le district est composé de 121 civil parish, et comptait 104 552 habitants pour une superficie de 962,5 km2, en 2018.

## Localités
- Kelling

## Source
- (en) Cet article est partiellement ou en totalité issu de l’article de Wikipédia en anglais intitulé « North Norfolk » (voir la liste des auteurs).